# بیجاربنه بالا
بیجاربنه بالا، روستایی از توابع بخش مرکزی شهرستان لاهیجان در استان گیلان ایران است.

## جمعیت
این روستا در دهستان لیالستان قرار دارد و براساس سرشماری مرکز آمار ایران در سال ۱۳۸۵، جمعیت آن ۱٬۲۳۰ نفر (۳۶۰خانوار) بوده‌است.